# غريفونية منفوخة الثمار
غريفونية منفوخة الثمار (الاسم العلمي:Griffonia physocarpa) هي نوع من النباتات تتبع جنس الغريفونية من الفصيلة البقولية.